# Dionísicles
|  | No s'ha de confondre amb Dionísocles. |

Dionísicles (grec antic: Διονυσικλῆς, llatí: Dionysicles) va ser un escultor grec de Milet que va fer una estàtua de Demòcrates de Tènedos, que havia obtingut el triomf en lluita a les olimpíades. L'esmenta Pausànias.